# Castelo Viegas
Castelo Viegas é uma localidade portuguesa do Município de Coimbra que foi sede da extinta Freguesia de Castelo Viegas, freguesia que tinha 7,11 km² de área e 1 695 habitantes (2011), e, por isso, uma densidade populacional de 238,4 hab/km².
A Freguesia de Castelo Viegas foi extinta em 2013, no âmbito de uma reforma administrativa nacional, tendo sido agregada à Freguesia de Santa Clara para formar uma nova freguesia denominada União das Freguesias de Santa Clara e Castelo Viegas coma sede em Santa Clara.
Castelo Viegas situa-se a sudeste do município assente em terreno acidentado, numa zona que se configura de transição para montanha. Castelo Viegas dista 7 quilómetros da sede do município e capital de distrito que é a cidade de Coimbra.
O território está organizado em valeiros, com retalhos de terrenos e povoamento concentrado.
A antiga freguesia era composta pelas povoações de Castelo Viegas, Conraria, Marco dos Pereiros e Casal de S. João, fazendo fronteira com as localidades de Almalaguês, Assafarge, Ceira e Santa Clara.
A primeira notícia da povoação data do ano de 1122 com o nome de Castel Venegas, nome esse que foi motivado pela existência de uma torre de defesa medieval que se encontrava situada num ponto dominante do lugar (ainda hoje conhecido por "castelo"), torre essa de que hoje ainda há vestígios.

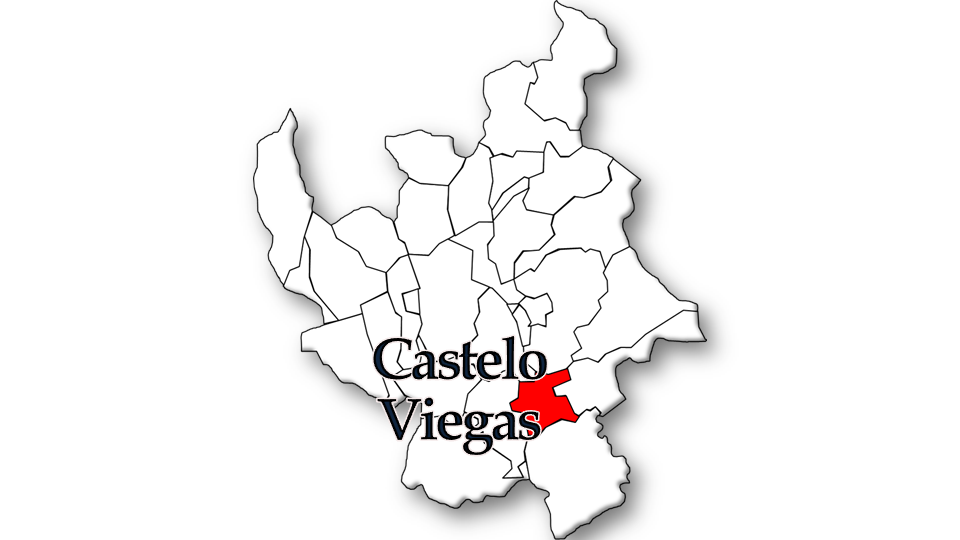
Localização no Município de Coimbra

## População

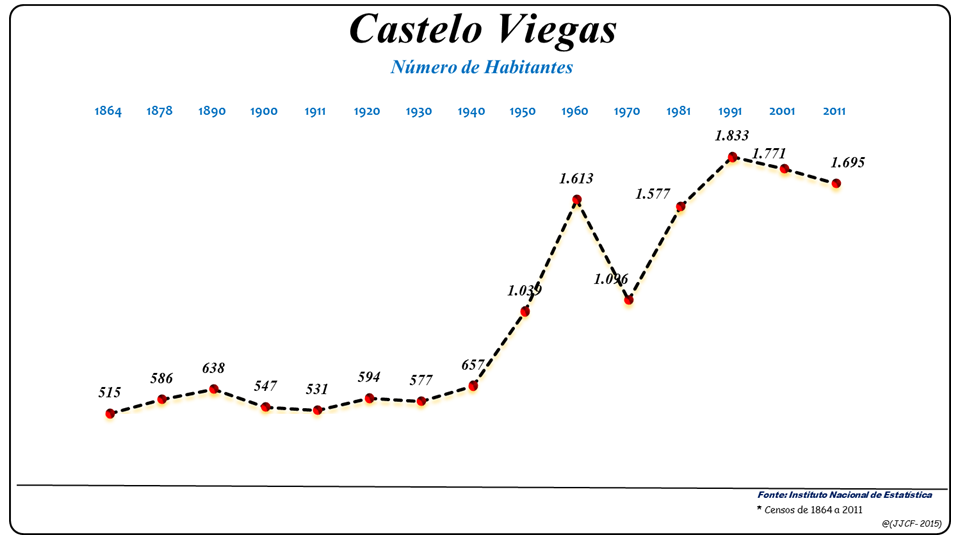
Evolução da População (1864 / 2011)

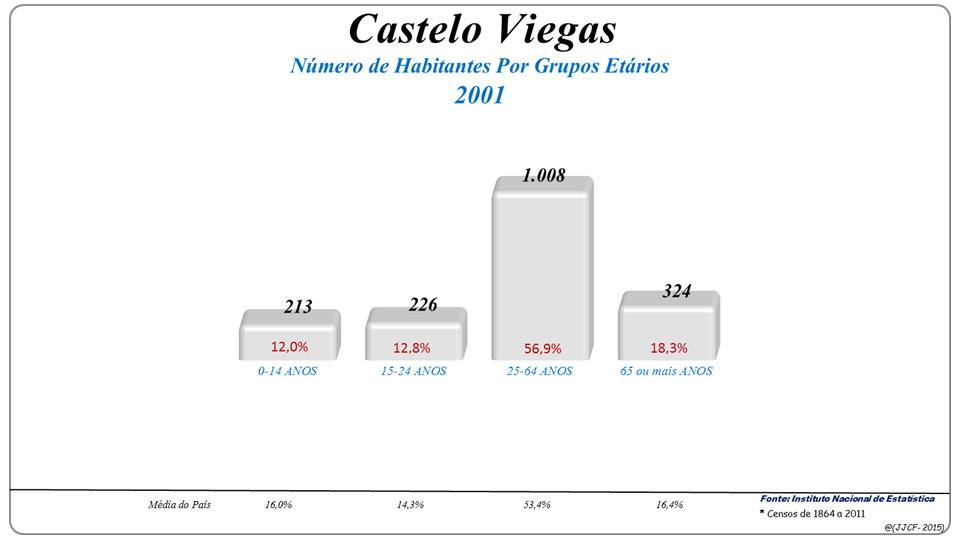
Grupos Etários (2001 e 2011)

| População da freguesia de Castelo Viegas | População da freguesia de Castelo Viegas | População da freguesia de Castelo Viegas | População da freguesia de Castelo Viegas | População da freguesia de Castelo Viegas | População da freguesia de Castelo Viegas | População da freguesia de Castelo Viegas | População da freguesia de Castelo Viegas | População da freguesia de Castelo Viegas | População da freguesia de Castelo Viegas | População da freguesia de Castelo Viegas | População da freguesia de Castelo Viegas | População da freguesia de Castelo Viegas | População da freguesia de Castelo Viegas | População da freguesia de Castelo Viegas |
| ---------------------------------------- | ---------------------------------------- | ---------------------------------------- | ---------------------------------------- | ---------------------------------------- | ---------------------------------------- | ---------------------------------------- | ---------------------------------------- | ---------------------------------------- | ---------------------------------------- | ---------------------------------------- | ---------------------------------------- | ---------------------------------------- | ---------------------------------------- | ---------------------------------------- |
| 1864                                     | 1878                                     | 1890                                     | 1900                                     | 1911                                     | 1920                                     | 1930                                     | 1940                                     | 1950                                     | 1960                                     | 1970                                     | 1981                                     | 1991                                     | 2001                                     | 2011                                     |
| 515                                      | 586                                      | 638                                      | 547                                      | 531                                      | 594                                      | 577                                      | 657                                      | 1 039                                    | 1 613                                    | 1 096                                    | 1 577                                    | 1 833                                    | 1 771                                    | 1 695                                    |

## Património
- Igreja Paroquial de Castelo Viegas ou Igreja de Santo Estêvão (século XVI)
- Convento de São Jorge de Milreus (albergava a Universidade Vasco da Gama). O mosteiro foi fundado na primeira metade do século XII, pelo diácono Salvador Guimarães. Com a expulsão dos jesuítas, no século XVIII, o mosteiro foi vendido, tendo sido readquirido pelos cónegos regrantes, no reinado de D. Maria I. Com a extinção das ordens religiosas passou a propriedade particular.
- Cruzeiro do século XVII
- Capela de S. Pedro
- Capela da Quinta da Conraria
- Capela de Santa Luzia (Marco dos Pereiros)